# Albrecht 3., hertug af Østrig
 Der er for få eller ingen kildehenvisninger i denne artikel, hvilket er et problem. Du kan hjælpe ved at angive troværdige kilder til de påstande, som fremføres i artiklen.

Albrecht 3., hertug af Østrig (1348-1395), søn af Albrecht 2., hertug af Østrig og Johanne (død 1351, datter af grev Ulrik 3. af Pfirt).  Albrecht 3. var sønnesøn af kong Albrecht 1. af Tyskland og Elisabeth af Göritz.

## Regent af Østrig
Sammen med sine brødre regerede Albrecht 3. de habsburgske besiddelser. I 1379 blev Albrecht eneregent i Oberösterreich og Niederösterreich, mens Leopold 3., hertug af Østrig blev eneregent i resten af Østrig.

## Tilhørte den habsburgske slægt
Albrecht 3. var bror til Rudolf 4. af Østrig (1339-1365) og Leopold 3., hertug af Østrig (1351-1388). Han var også brorsøn til kong Frederik den Smukke. 
Albrecht 3. var far til hertug Albrecht 4. af Østrig og farfar til kong Albrecht 2. (Tysk-romerske rige). 